# Cerro Ancón
El Cerrro Ancón és una elevació de 199 m situada en la ciutat de Panamà, Panamà i forma part del corregiment d'Ancón. Va ser sota la jurisdicció dels Estats Units com a part de la zona del Canal de Panamà, durant gran part del segle xx. A pesar que es troba just al costat de la ciutat de Panamà, no és una zona urbanitzada.
A les seves faldes es troben algunes residències que formen part de la localitat de Balboa i l'antic Hospital Gorgas avui seu de l'Hospital Oncològic i de la Cort Suprema de Justícia. En la zona més alta es troba Quarry Heights, on estava la residència del governador de la Zona del Canal i antiga locació del Comando Sud. El nom de Quarry Heights prové de l'antiga pedrera que és visible des d'un costat del turó. El cerro Ancón posseeix un búnquer soterrani abandonat, que pertanyia al Comando Sud.
Donat el seu poc desenvolupament, aquesta elevació és una «illa» coberta de boscos, dintre d'una zona urbana, on existeixen una gran varietat d'espècies de flora i fauna salvatges per esmentar-ne alguns: peresóss, armadillos, tucans i cérvols poden ser vistos en el seu ambient natural; per tant aquesta zona és una àrea protegida.

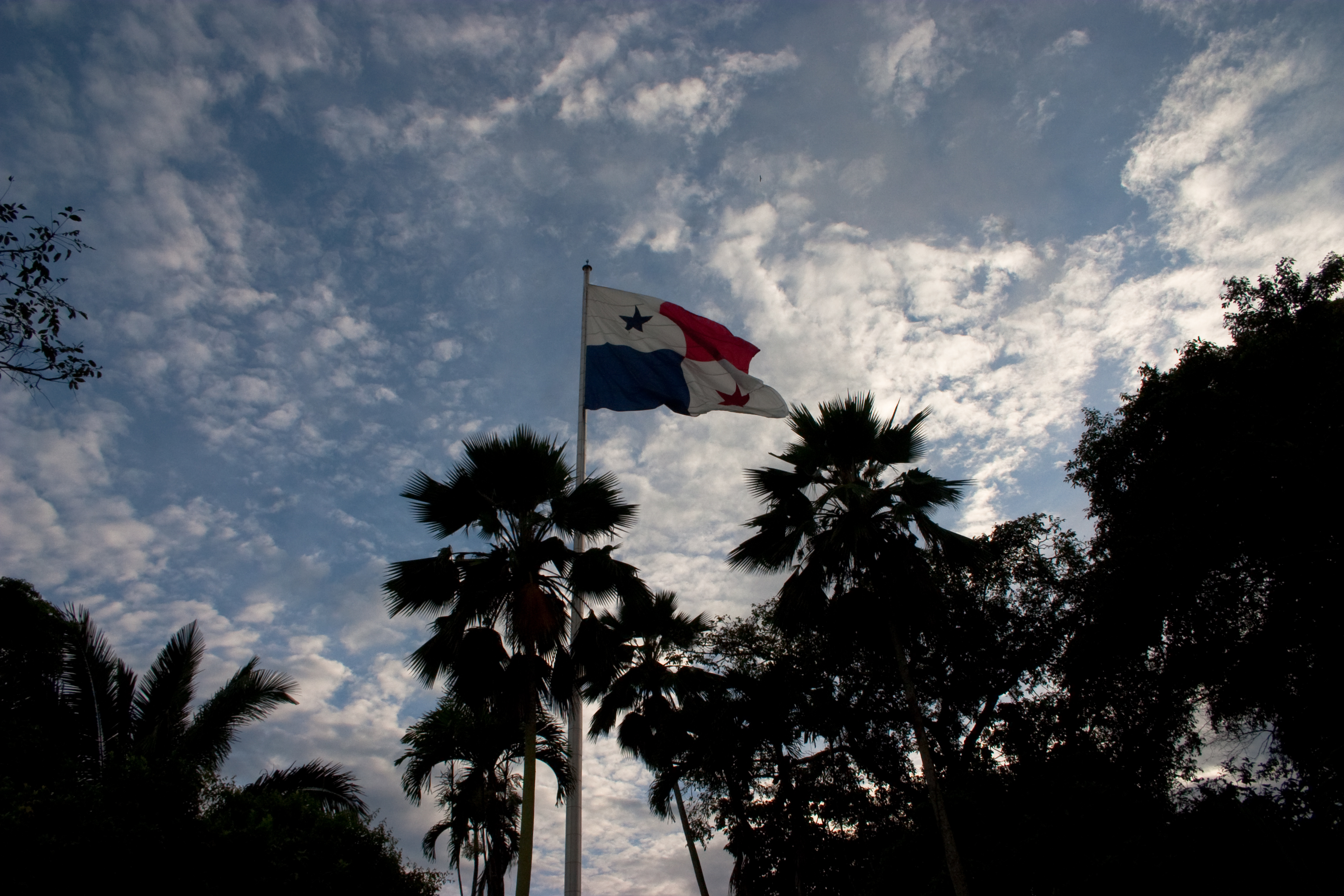
Bandera al cim del Cerro Ancón.

Des de 1977, amb els Tractats Torrijos-Carter, Panamà va reprendre el control del turó i una de les seves primeres accions va ser la d'hissar una gran bandera al cim, com a símbol de la fi a l'enclavament colonial en l'anomenada Zona del Canal. També al cim s'observen algunes antenes de comunicació.
Al turó existeix una carretera d'una única via que és usada per vehicles, solament durant el dia i usada pels visitants que ho recorren a peu per observar la seva fauna i flora.
El turó és esmentat a la poesia de la poetessa Amelia Denis de Icaza nomenada Al Cerro Ancón, en el temps que formava part de la zona del canal dels Estats Units, i on mostra els seus sentiments en el poema.
El nom Ancón ha estat usat algunes vegades: va ser el nom donat al primer vaixell que va creuar el canal de Panamà, el 1914; és el nom que se'l va assignar al nou corregiment, al territori que conformava l'antiga Zona del Canal, a la província de Panamà; i és l'acrònim de l'Associació Nacional per a la Conservació de la Natura (ANCO), principal organització ambiental de Panamà.

## Referèncias
1. ↑  Szok, Peter. Wolf tracks : popular art and re-Africanization in twentieth-century Panama.  Jackson: University Press of Mississippi, 2012, p. 231. ISBN 1617032433.

## Enllaços externbs
- Foto del Cerro Ancón Arxivat 2008-08-10 at the Library of Congress
- Página no oficial, dedicada a la preservación del Cerro Ancón Arxivat 2019-12-01 a Wayback Machine.